# 韦秋特涅夫农村居民点
韦秋特涅夫农村居民点（俄语：Ветютневское сельское поселение）是俄罗斯联邦伏尔加格勒州弗罗洛沃区所属的一个农村居民点。其下辖有9个居民点，行政中心为韦秋特涅夫。据2016年统计，该农村居民点的人口为3167人。